# Ceraia exilis
Ceraia exilis é uma espécie de orquídea de flores pequenas que duram muito pouco, mas que floresce diversas vezes ao ano, nativa de Yunnan, na China, à Tailândia e Vietnã.